# ケン・アダム
ケン・アダム（Sir Ken Adam, OBE、本名: Klaus Adam, 1921年2月5日 - 2016年3月10日）は、イギリスのプロダクションデザイナー（美術監督）。映画『007』シリーズの造形で知られる。

## 来歴
ドイツ、ベルリンに生まれる。ナチスの迫害を逃れ、1934年に一家でイギリスへ移住し、第二次世界大戦中はイギリス空軍に入隊してパイロットとなった。
戦後、映画界に入る。映画『007』シリーズでは、シリーズ初期においてMI6本部、敵役のアジトや研究室、乗物などの数々を製作。優美な曲線美と評されたその斬新なデザインと、壮大なスケールのセットで、シリーズ独特の世界観と映像美を創り上げ、現在に至るまで高く評価されている。また、スタンリー・キューブリック監督の『博士の異常な愛情』と『バリー・リンドン』にも参加し、後者では1975年度アカデミー美術賞を受賞した。1994年の『英国万歳!』でも同賞を受賞している。
2003年、ナイトの爵位に叙せられる。
2016年3月10日死去。95歳没。

## エピソード
- 『007は二度死ぬ』を日本で撮影した後、英国海外航空ボーイング707型機911便で帰国する予定だったが、出発2時間前にアダムとルイス・ギルバート、ハリー・サルツマン、アルバート・R・ブロッコリ、フレディ・ヤングの5人はそれまで都合がつかなかった忍者術の記録映画の披露が急遽行われることになったため搭乗をキャンセルした。鑑賞後、彼らの搭乗予定だった当該便が空中分解によって墜落したと知ると一行は青ざめ、「これが二度目の命だ」と胸を撫で下ろしたという（英国海外航空機空中分解事故を参照）。

## 主要作品

### 007シリーズ
- 007 ドクター・ノオ 007 Dr. No （1962）
- 007 ゴールドフィンガー 007 Goldfinger （1964）
- 007 サンダーボール作戦 007 Thunderball （1965）
- 007は二度死ぬ 007 You Only Live Twice （1967）
- 007 ダイヤモンドは永遠に 007 Diamonds Are Forever （1971）
- 007 私を愛したスパイ 007 The Spy Who Loved Me （1977）
- 007 ムーンレイカー 007 Moonraker （1979）

### その他
- 博士の異常な愛情 または私は如何にして心配するのを止めて水爆を愛するようになったか Dr. Strangelove or: How I Learned to Stop Worrying and Love the Bomb （1964）
- わらの女 Woman of Straw （1964）
- 国際諜報局 The Ipcress File （1965）
- チキ・チキ・バン・バン Chitty Chitty Bang Bang （1966）
- チップス先生さようなら Goodbye, Mr. Chips （1969）
- 探偵スルース Sleuth （1972）
- バリー・リンドン Barry Lyndon （1975）
- アダムス・ファミリー2 Addams Family Values （1992）
- 英国万歳! The Madness of King George （1994）
- ボーイズ・オン・ザ・サイド Boys on the Side （1995）
- 僕のボーガス Bogus （1996）
- イン&アウト In & Out （1997）
- テイキング・サイド Taking Sides （2001）

## 参考
- Frayling, Christopher (2006-1-10) (英語). Ken Adam: The Art of Production Design. Faber & Faber. ISBN 9780571220571
- Smoltczyk, Alexander (2002-3) (ドイツ語). James Bond, Berlin, Hollywood : Die Welten des Ken Adam. Nicolaische Verlagsbuchhd. ISBN 978-3875840698
- Adam, Ken; Frayling, Christopher (2008-11-26) (英語). Ken Adams Designs the Movies : James Bond and Beyond. Thames and Hudson Ltd.. ISBN 978-0500514146

## 参照
1. ↑  Harrod, Horatia (2008年9月28日). “Ken Adam: the man who drew the Cold War” (英語). Telegragh.co.uk 2009年7月3日閲覧。
2. ↑  Phillips, Martin (2009年4月25日). “Sir Ken Adam” (英語). ザ・サン 2009年7月3日閲覧。
3. ↑  “Awards for Ken Adam” (英語).  インターネット・ムービー・データベース. 2009年7月3日閲覧。
4. ↑  ケン・アダム氏死去＝映画「００７」の美術担当 時事通信 2016年3月12日閲覧